# Martti Talvela

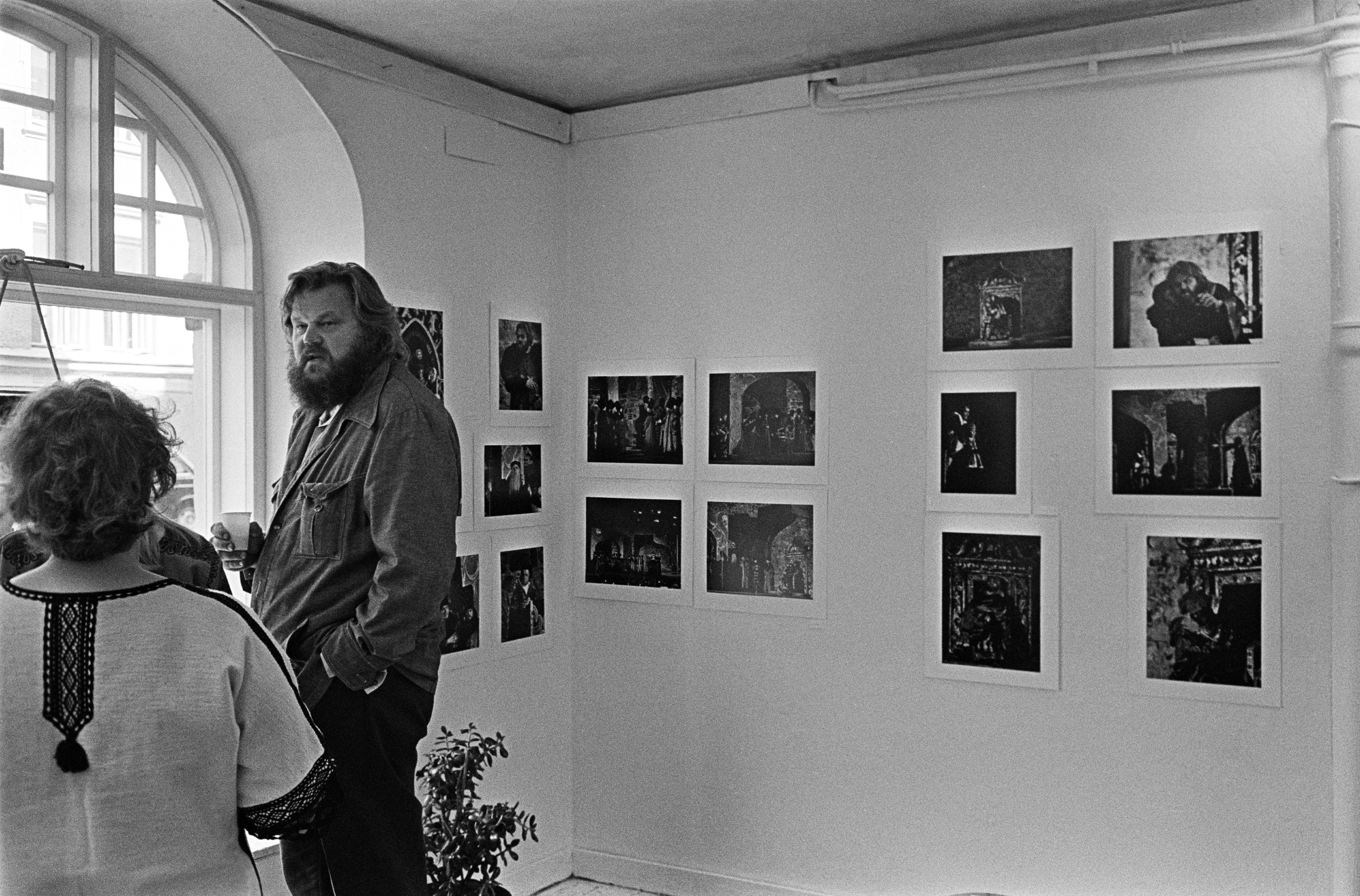
Martti Talvela bei einer Ausstellung über seine Karriere in den frühen 1970er Jahren.

Martti Olavi Talvela (* 4. Februar 1935 in Hiitola; † 22. Juli 1989 in Juva) war ein finnischer Opernsänger (Bass).

## Leben
Talvela wurde in Lahti, dann in Stockholm ausgebildet. 1960 debütierte er in Helsinki, 1961 bis 1962 war er an der Stockholmer Oper engagiert und wechselte danach zum Ensemble der Deutschen Oper Berlin. Ab 1962 sang er regelmäßig in Bayreuth (auch Titurel und Fafner), außerdem einige italienische Partien (z. B. Großinquisitor, Sparafucile). Von 1972 bis 1979 übernahm er als künstlerischer Leiter die Savonlinna-Opernfestspiele, die 1967 wiederbelebt worden waren.
Er bleibt der Opernwelt nicht nur durch seine künstlerischen Leistungen, sondern auch durch seine Statur (201 Zentimeter Körpergröße bei bis zu 150 Kilogramm) in Erinnerung. Er verfügte über eine sehr voluminöse, flexible und vor allem klangschöne Stimme, die es ihm ermöglichte, das gesamte Bassfach zu singen. So konnte er gleichermaßen in lyrischen Rollen (Sarastro, Fürst Gremin, Pimen) als auch in dramatischen Rollen (Boris Godunow, König Marke) überzeugen. Bekannt war auch seine Kunst des Dahinsinkens und Umfallens, zum Beispiel als sterbender Boris, Fasolt oder Hunding, die bei seiner szenischen Präsenz an das Stürzen einer Eiche erinnerte.
Talvela nahm kurz vor seinem Tod, stark abgemagert, eine ausdrucksstarke Aufnahme von Schuberts Winterreise auf, in der er zum letzten Mal sein Können auch als Liedsänger bewies.

## Diskografie (Auswahl)
- Mit Herbert von Karajan: Das Rheingold (Fasolt), Die Walküre (Hunding), Boris Godunow (Pimen)
- Mit Karl Böhm: Tristan und Isolde (König Marke), Fidelio (Don Fernando), Don Giovanni (Komtur)
- Mit Karl Böhm: Die Entführung aus dem Serail (Osmin) – Gruberova, Grist, Araiza  (DVD)
- Mit Georg Solti: Die Zauberflöte (Sarastro), Die Entführung aus dem Serail (Osmin), Don Carlo (Großinquisitor), Der fliegende Holländer (Daland)
- Mit Hans Knappertsbusch: Parsifal (Titurel)
- Mit James Levine: Die Zauberflöte (Sarastro), Parsifal (Titurel),
- Mit Jerzy Semkow: Boris Godunow (Boris Godunow)
- Mit Otto Gerdes: Eugen Onegin (Fürst Gremin)
- Mit Otto Klemperer: Der fliegende Holländer (Daland)